# Natamycyna
Natamycyna (łac. natamycinum) – organiczny związek chemiczny należący do antybiotyków polienowych. Otrzymywany z hodowli bakterii z rodzaju Streptomyces, np. S. natalensis lub S. chattanoogensis.
Wykazuje silne działanie przeciwgrzybiczne, podobne do nystatyny. Znajduje się też na liście konserwantów jako E235.

## Spektrum działania
Natamycyna działa przede wszystkim na drożdżaki z rodzaju Candida oraz na rzęsistka pochwowego. Działa też na kropidlaki, grzyby z rodzaju Cryptococcus, Blastomyces dermatitidis (wywołujące blastomykozę) oraz inne grzyby i drożdżaki.

## Mechanizm działania
Mechanizm leku polega na blokowaniu przepuszczalności błony komórkowej grzybów w wyniku wiązania się z jej składnikami, głównie z ergosterolem.
Nie obserwuje się zjawiska uzyskiwania oporności na natamycynę.

## Wskazania
Wszelkiego rodzaju kandydozy jamy ustnej, przewodu pokarmowego, grzybiczego zapalenia skóry, paznokci, spojówek, rogówki, powiek, układu oddechowego oraz kandydozy i rzęsistkowica pochwy i prącia, a także w aspergilozie.

## Przeciwwskazania
Brak przeciwwskazań.

## Działania niepożądane
Duże dawki mogą spowodować nudności, wymioty, brak łaknienia. Może też powodować podrażnienie skóry.

## Dawkowanie
Dawkę ustala lekarz. Wysokość dawki i czas kuracji zależy od typu i nasilenia infekcji.
- Globulki w leczeniu rzęsistkowicy oraz drożdżycy u kobiet 25 mg wieczorem (leczenie dopochwowe) przez 10 dni. W grzybicy prącia miejscowo w postaci 2% kremu, w okulistyce w postaci maści.
- Dorośli doustnie w grzybicach przewodu pokarmowego 100 mg co 6 h przez 7 dni. W kandydozie jamy ustnej 1 ml 2,5% zawiesiny 4–6 razy dziennie po każdym posiłku na miejsca zmienione chorobowo.
- Dzieci doustnie w grzybicach przewodu pokarmowego 50 mg co 6–12 h. W kandydozie jamy ustnej 0,5 ml 2,5% zawiesiny 4 razy dziennie po każdym posiłku na miejsca zmienione chorobowo.

## Preparaty
- preparaty proste:
  - Natamycyna (ZF Unia, Polska) – tabletki dopochwowe 25 mg;
  - Pimafucin (Yamanouchi, Holandia) – globulki 100 mg; tuby 30 g 2% kremu;
- preparaty złożone:
  - Pimafucort (Yamanouchi, Holandia) tuby 15 g – krem lub maść (1 g zawiera 10 mg natamycyny, 10 mg hydrokortyzonu i 3,5 tys. j.m. neomycyny w postaci siarczanu); flakon 20 ml emulsja na skórę (1 ml zawiera 10 mg natamycyny, 5 mg hydrokortyzonu i 1,75 tys. j.m. neomycyny w postaci siarczanu).